# (6037) 1988 EG
1988 إي جي (ويعرف أيضًا باسم (6037) 1988 إي جي وفق تسمية الكوكب الصغير) (بالإنجليزية: 1988 EG)‏ هو كويكب ضمن حزام الكويكبات؛ وترتيبه 6037 من حيث الاكتشاف.
اكتُشف هذا الجُرم الفلكي بواسطة Jeff T. Alu ‏ في 12 مارس 1988.

## وصلات خارجية
- (6037) 1988 EG في قاعدة بيانات مختبر الدفع النفاث لأجرام النظام الشمسي الصغيرة

- الاكتشاف · مخطط المدار ·  العناصر المدارية · المعلمات المادية

- (6037) 1988 EG على موقع ويكي سكاي: DSS2, SDSS, GALEX, IRAS, Hydrogen α, X-Ray, Astrophoto, Sky Map, Articles and images